# Denipaire
Denipaire település Franciaországban, Vosges megyében. Lakosainak száma 250 fő (2022. január 1.). Denipaire Saint-Dié-des-Vosges, Hurbache, Moyenmoutier, Saint-Jean-d’Ormont és Ban-de-Sapt községekkel határos.

## Népesség
A település népességének változása:
| Lakosok száma | 251  | 247  | 252  | 247  | 248  | 249  | 249  | 248  | 250  |
|               | 2013 | 2015 | 2016 | 2017 | 2018 | 2019 | 2020 | 2021 | 2022 |